# La Vraie Famille
Pour plus de détails, voir Fiche technique et Distribution.
La Vraie Famille est un film dramatique français écrit et réalisé par Fabien Gorgeart, sorti en 2021.

## Synopsis
Anna vit avec son mari Driss, ses deux petits garçons Adrien et Jules ; ainsi que Simon, un enfant placé dans la famille par l’assistance sociale depuis l’âge de 18 mois.
Ce dernier a désormais 6 ans et un jour, Eddy, le père biologique exprime le désir de récupérer la garde de son fils.

## Fiche technique
- Titre : La Vraie Famille
- Réalisation : Fabien Gorgeart
- Scénario : Fabien Gorgeart
- Photographie : Julien Hirsch
- Costumes : Céline Brelaud
- Décors : Julia Lemaire
- Montage : Damien Maestraggi
- Son : Mathieu Descamps
- Musique : Gabriel des Forêts
- Production : Marie Dubas et Jean des Forêts
- Sociétés de production : Deuxième Ligne Films et Petit Film
- Société de distribution : Le Pacte
- Pays de production :  France
- Langue originale : français
- Format : couleur — 1,85:1
- Genre : drame
- Durée : 102 minutes
- Dates de sortie : 
  - France : 25 août 2021 (Festival d'Angoulême) ; 16 février 2022 (sortie nationale)
  - Belgique : 4 octobre 2021 (Festival de Namur) ; 16 février 2022 (sortie nationale)
  - Suisse romande : 23 février 2022

## Distribution
- Mélanie Thierry : Anna, la femme de Driss
- Lyes Salem : Driss, le mari d'Anna
- Félix Moati : Eddy, le père biologique de Simon
- Gabriel Pavie : Simon, l'enfant placé
- Basile Violette : Jules, le fils cadet d'Anna et Driss
- Idriss Laurentin-Khelifi : Adrien, le fils aîné d'Anna et Driss
- Jean Wilhelm : Aloïs
- Florence Muller : Nabila
- Dominique Blanc : la juge
- Pascal Rénéric : Maxime

## Bande originale
- La chanson Daydream du groupe belge Wallace Collection est entendue durant le film et sa bande-annonce[1].

## Sortie

### Accueil
Sur le site Allociné, la presse (32 titres) donne une note moyenne de 3,6/5.
La critique est globalement très favorable au film lors de sa sortie. Pour Le Parisien, il n'y a « aucune fausse note ». Pour 20 Minutes, il s'agit là de « son plus beau rôle dans ce film sensible ». Le JDD constate un « Fabien Gorgeart [qui] signe une chronique sur le trop plein d'amour qui bouleverse par la justesse de ses situations et de ses émotions ». Le Nouvel Obs considère que Mélanie Thierry « compense à elle seule une mise en scène un peu plate ». Pour Les Fiches du cinéma, le film « un drame familial trop sage pour émouvoir tout à fait ».

### Box-office
Le jour de sa sortie, le film se place en 6e position du box-office des nouveautés avec 13 953 entrées, dont 6 162 en avant-première, pour 233 copies, se plaçant après le drame français Un autre monde (37 055) et avant le film d'épouvante britannique The Power (4 141). Au bout d'une semaine d'exploitation, le film réalise 61 129 entrées cumulées.

## Distinctions

### Récompenses
- Valois du Jury et Valois de l'actrice, décerné à Mélanie Thierry à la 14e édition du Festival du film francophone d'Angoulême[5].
- Prix du Jury, prix du public et prix des étudiants au 11e Festival 2 Cinéma 2 Valenciennes[6].
- Prix du meilleur film au festival du film de société de Royan.